# ドゥクチョン県
ドゥクチョン県（ドゥクチョンけん、ベトナム語：Huyện Đức Trọng / 縣德重?）は、ベトナムラムドン省の県である。

## 概要
山岳民族であるコホー族がクラス地域であったが、解放後の1976年には政府によりドゥクチョン新経済区が設定。ハノイから移住してきた住民らの手で大規模なジャングルの開墾が行われた。

## 行政区画
以下の1市鎮14社を管轄する。
- リエンギア市鎮（Liên Nghĩa / 連義）
- ビンタイン社（Bình Thạnh / 平盛）
- ヒエップアン社（Hiệp An / 協安）
- ヒエップタイン社（Hiệp Thạnh / 協盛）
- リエンヒエップ社（Liên Hiệp / 連協）
- ニンザー社（Ninh Gia / 寧義）
- ニンロアン社（Ninh Loan / 寧湾）
- ヌトルハ社（N'Thol Hạ）
- フーホイ社（Phú Hội / 富会）
- タヒネ社（Tà Hine）
- タナン社（Tà Năng / 耶能）
- タンホイ社（Tân Hội / 新会）
- ダロアン社（Đà Loan / 沱湾）
- ダクイン社（Đa Quyn）
- タンタイン社（Tân Thành / 新城）